# دنیل لوی (کارآفرین)
دنیل فیلیپ لوی (زادهٔ ۸ فوریه ۱۹۶۲) تاجر اهل انگلستان و رئیس تیم تاتنهام هاتسپر می‌باشد. او از سال ۲۰۰۱ این سمت را در اختیار دارد که این امر او را با با ثبات‌ترین مدیر در لیگ برتر فوتبال انگلستان تبدیل کرده‌است.

## حضور در تاتنهام
لوی بار در سال ۱۹۹۸ سعی کرد باشگاه تاتنهام را از آلان شوگار خریداری کند اما در این امر ناموفق بود. دو سال بعد دومین درخواست او هم برای خریداری این باشگاه هم رد شد، سرانجام در دسامبر ۲۰۰۰ موفق شد ۳۰٪ از سهام باشگاه تاتنهام را خریداری کند و پس از مدتی در سال ۲۰۰۱ جانشین شوگار در سمت ریاست باشگاه شود.

## روابط با مربیان
او از جمله مدیرانی است که معمولاً با مربیان تیمش به مشکل می‌خورد، خوانده راموس، مارتین یول، هری ردنپ وآندره ویلاش بواشو، ژوزه مورینیو و آنتونیو کونته از جمله مربیانی هستند که در این سال‌ها با او به مشکل خورده‌اند.

## زندگی شخصی
لوی یک یهودی است، او با تریسی دیکسو ازدواج کرده‌است و ۴ فرزند دارد.